# Окамі (Каспський муніципалітет)
Окамі (груз. ოკამი) — село в Грузії.
За даними перепису населення 2014 року в селі проживає 1401 особа.